# Los Palacios (Chiapas)
Los Palacios es una localidad del estado mexicano de Chiapas. Es parte del municipio de Tapachula.

## Demografía
| Censo | Población |
| ----- | --------- |
| 2010  | 1 217     |
| 2020  | 1 286     |